# Siemens EuroSprinter

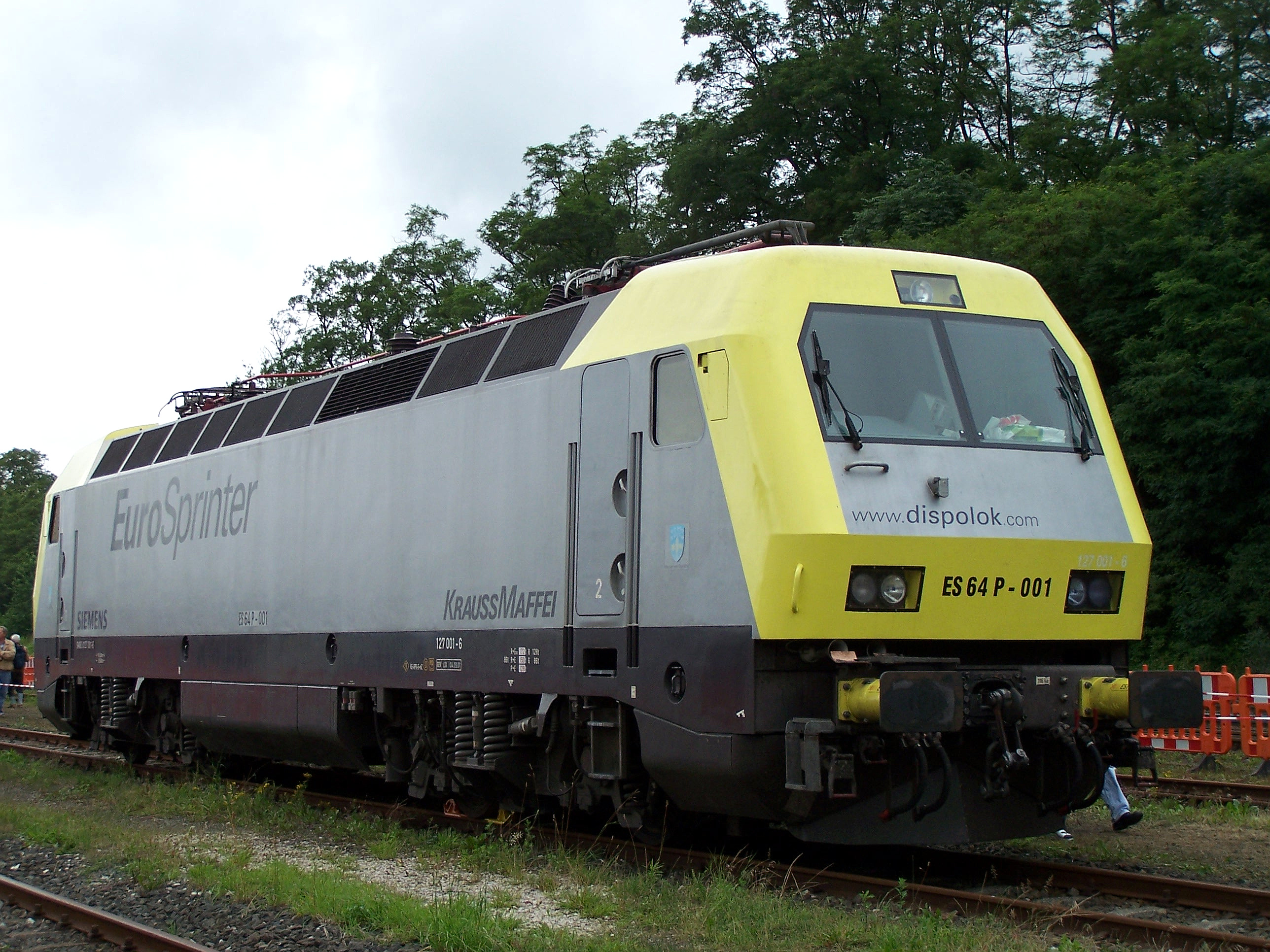
ES64P, der Prototyp der EuroSprinter-Familie

EuroSprinter ist die Bezeichnung einer Typenfamilie von Elektrolokomotiven, die von Siemens Transportation Systems und Krauss-Maffei produziert  wurden und von zahlreichen europäischen Bahngesellschaften verwendet werden. Während der Bauzeit der Lok wurde Krauss-Maffeis Mutter Atecs Mannesmann von einem Konsortium von Siemens und Bosch übernommen, Siemens Transportation Systems übernahm daraus den Lokbereich und produzierte den Eurosprinter danach dementsprechend alleine.
Es handelt sich um das elektrisch betriebene Pendant zur Siemens-EuroRunner-Familie.

## Bezeichnung
Die Hersteller bezeichnet die unterschiedlichen Varianten nach folgenden Schema:
- Die Abkürzung ES steht für „EuroSprinter“
- Die ersten beiden Ziffern der Nennleistung (z. B. 64 steht für 6400 Kilowatt)
- Der einzelne Buchstabe steht für die Verwendung: U für Universallok, P für Prototypenlok und F für Fracht bzw. Freight.
- Die nachfolgende Zahl 2 steht für die Zweifrequenzausführung (15 kV, 16,7 Hz und 25 kV, 50 Hz), die Zahl 4 für die Viersystemausführung (zusätzlich 1,5 und 3 kV Gleichspannung). Ist keine Zahl vorhanden, handelt es sich um ein Einsystemfahrzeug.

## Entstehungsgeschichte
Mit der zunehmenden Privatisierung des europäischen Eisenbahnmarktes seit Anfang der 1990er Jahre stellte sich ein Bedarf an fertig entwickelten, modernen Lokomotiven ein, die möglichst kostengünstig zu beschaffen waren. Durch den Einsatz gemeinsamer Konstruktionsprinzipien und den übergreifenden Einsatz von Gleichteilen für mehrere Typen decken Lokomotivfamilien diesen Bedarf.

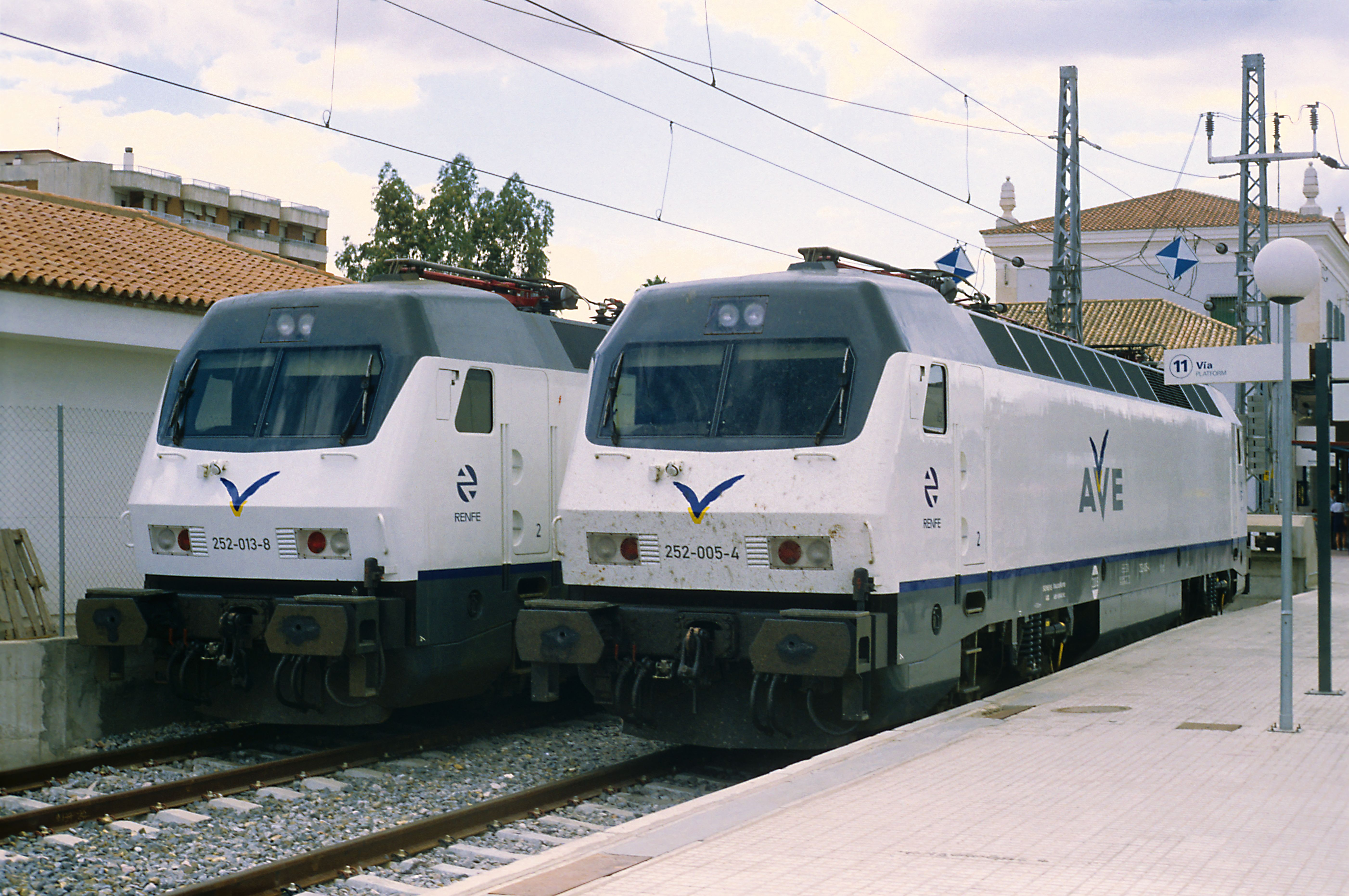
Renfe-Lokomotiven 252 013 und 005 im ersten AVE-Anstrich im alten Bahnhof Córdoba C, Juni 1993

Um diesen Bedarf zu decken, entwickelte Siemens zusammen mit Krauss-Maffei Anfang der 1990er Jahre auf eigene Kosten den für die gesamte Lokomotivfamilie namensgebenden EuroSprinter ES64P. Dieser Entwicklung waren neben einer langjährigen Zusammenarbeit der beiden Firmen die ab 1992 gelieferten modernen Drehstromlokomotiven für Spanien (RENFE-Baureihe 252) und Portugal (CP-Baureihe 5600) vorangegangen. Der EuroSprinter basiert in vielen Teilen auf diesen Konstruktionen, die in Deutschland mit der Betriebsnummer 127 001 zugelassene Lokomotive ist wagenbaulich ein weiteres Exemplar der 15 in Deutschland gebauten, regelspurigen Maschinen der Renfe-252.
Aufgrund der Überalterung des Triebfahrzeugparks musste die Deutsche Bahn ab 1996 neue Lokomotiven bestellen. Für den innerdeutschen Güterzugverkehr bestellte die DB im September 1995 bei Krauss-Maffei ursprünglich 195 neue Lokomotiven vom Typ ES64F, welche die Baureihenbezeichnung 152 erhielten. Als Option wurde die Lieferung von 100 weiteren Lokomotiven vereinbart, 2001 wurde die Bestellung um 25 Lokomotiven reduziert und stattdessen die gleiche Anzahl vom Typ ES64U2 bestellt, welche die Baureihenbezeichnung 182 erhielten. Grund dafür war die fehlende Österreichzulassung der Baureihe 152. 
Im Jahr 1997 konnte Siemens eine Ausschreibung für 50 Lokomotiven (mit Option auf weitere 350) der Österreichischen Bundesbahnen (ÖBB) für sich entscheiden. Die angebotene ES64U2 wurde als Universallokomotive zusammen mit dem übernommenen und zu einem Drehgestell-Kompetenzzentrum umstrukturierten Werk Graz der  Simmering-Graz-Pauker (SGP) entwickelt. SGP war mit seinem gemeinsam mit der ARGE BES (ABB, ELIN, Siemens), entwickelten Produkt, der Reihe 1012, in dieser Ausschreibung unterlegen.  Seit 2001 werden diese Entwicklungen als Reihe 1016 (in einer reinen 15-Kilovolt-Version) und als Reihe 1116 (als Zweifrequenzversion für 15 und 25 kV für den grenzüberschreitenden Verkehr nach Ungarn, Tschechien und der Slowakei) eingesetzt.
Im August 1999 löste die DB die Option auf 100 weitere Lokomotiven ein, jedoch in Form von ES64F4, welche die erste Viersystemlokomotive der EuroSprinter-Familie darstellte. Im Oktober 2003 wurde schließlich die Bestellung der ÖBB von 68 Lokomotiven der Reihe 1116 in 50 Lokomotiven des Typs ES64U4, eingereiht als 1216, umgewandelt.

## Typen-Differenzierung

### Gemeinsame Merkmale

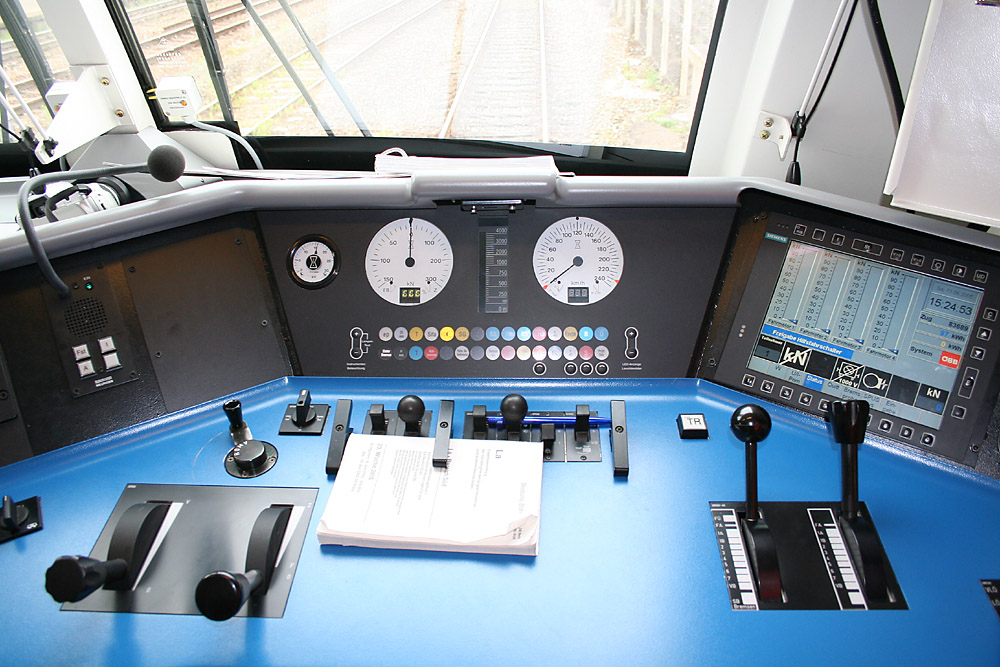
Führerstand einer ES64U2

Bei den Lokomotiven der EuroSprinter-Familie handelt es sich um Elektrolokomotiven mit Drehstromantrieb.
Der Lokkasten stützt sich über Flexicoil-Schraubenfedern auf den Drehgestellrahmen ab. Typisch für die EuroSprinter-Familie ist ein Drehgestellachsstand von 3000 mm. Dieser verhältnismäßig lange Achsstand resultiert aus der Verwendung von Drehzapfen zur Übertragung sämtlicher Zug- und Bremskräfte und als Drehachse der Drehgestellauslenkung. Ausnahmen sind hier lediglich die ES64F4, die einen Drehgestellachsstand von 2900 mm aufweisen, und die sechsachsigen EG31. Diese Lokomotiven haben auch als einzige zur Übertragung der Längskräfte zwischen Drehgestell und Lokkasten keine Drehzapfen, sondern Zug-Druck-Stangen.
Alle Lokomotiven der Typenfamilie sind mit einer elektrischen Bremse und Scheibenbremsen ausgerüstet. Die Bremsscheiben sind bei den schnelllaufenden Bauarten nicht direkt auf den Radsatzwellen angebracht, sie sitzen vielmehr auf eigenen Bremswellen, die über ein Zahnrad, das mit dem Großrad auf der Hohlwelle kämmt, mit der Bewegung des Radsatzes gekuppelt sind. Dabei sitzen auf jeder Bremswelle zwei Bremsscheiben. Diese nennt man Wellenbremsscheiben, sie gehören zur gefederten Masse.
Der ölgekühlte Transformator ist unterflur zwischen den Drehgestellen aufgehängt, während er in der herkömmlichen Bauweise im Lokkasten untergebracht war. Dadurch wurde im Lokkasten ein durchgehender Mittelgang zwischen den Führerständen ermöglicht.
Beiderseits des Mittelgangs befinden sich die Stromrichtergestelle. Je ein Stromrichtersatz versorgt die Fahrmotoren eines Drehgestelles. Er besteht aus Gleichrichtern in den Vierquadrantenstellern (4QS) sowie Motorstromrichtersätzen. Zur Glättung der Zwischenkreis-Gleichspannung sind Stützkondensatoren und Saugkreisdrosseln vorhanden, die die 33-Hertz-Resonanzfrequenz bedämpfen.
Mit den Vierquadrantenstellern wird die Sekundärspannung des Transformators zuerst in Gleichspannung umgewandelt und auf den erforderlichen Spannungspegel ausgeregelt. Die davon unabhängig taktenden Motorstromrichter formen den Gleichstrom in Drehstrom um und versorgen die Fahrmotoren. Dadurch können diese auch einzeln geregelt und der Kraftschluss Rad-Schiene optimal ausgenutzt werden.
Die Stromrichter ermöglichen zusammen mit der elektrischen Bremse auch eine Bremsstromrückspeisung, sofern das Netz aufnahmefähig ist. Die Bremskraft ist aus Gründen der Entgleisungssicherheit im Vergleich zur Zugkraft begrenzt.
Weitere hauptsächliche Baugruppen im Maschinenraum sind die Fahrmotor- und die Stromrichter-Lüftertürme. Die Fahrmotoren befinden sich direkt an den je zwei Radsätzen in den beiden Drehgestellen.
Unterschiede bestehen vor allem hinsichtlich der Geschwindigkeitsauslegung und der damit verbundenen Alternative zwischen Tatzlagerantrieb (bis 140 km/h) und Hohlwellenantrieb (über 140 km/h). Ferner bestehen auch Unterschiede bei der Auslegung für mehrere Bahnstromsysteme.

### ES64P

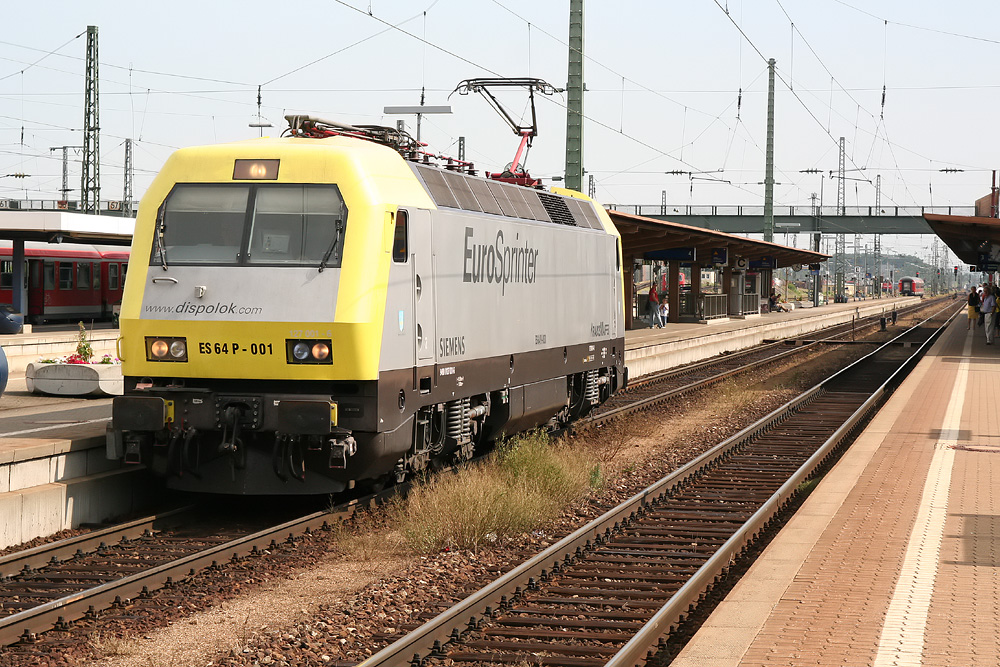
127 001 in Ingolstadt Hbf

Die ES64P ist eine Lokomotive für den schweren Güterzugverkehr sowie für den schnellen Reiseverkehr. Sie ist der Prototyp der EuroSprinter-Familie und war als Erprobungsträger für neue Komponenten und umweltfreundliche Materialien bei der Deutschen Bahn als Baureihe 127 im Einsatz. Die Baureihe 127 ist unter technischen Aspekten betrachtet die „Urmutter“ aller modernen Drehstromloks von Siemens.
Mit einer Geschwindigkeit von 310 km/h stellte die 127 001 am 6. August 1993 auf der Schnellfahrstrecke Hannover–Würzburg zwischen Würzburg und Fulda einen neuen Weltrekord für Drehstromfahrzeuge auf.

### ES64F

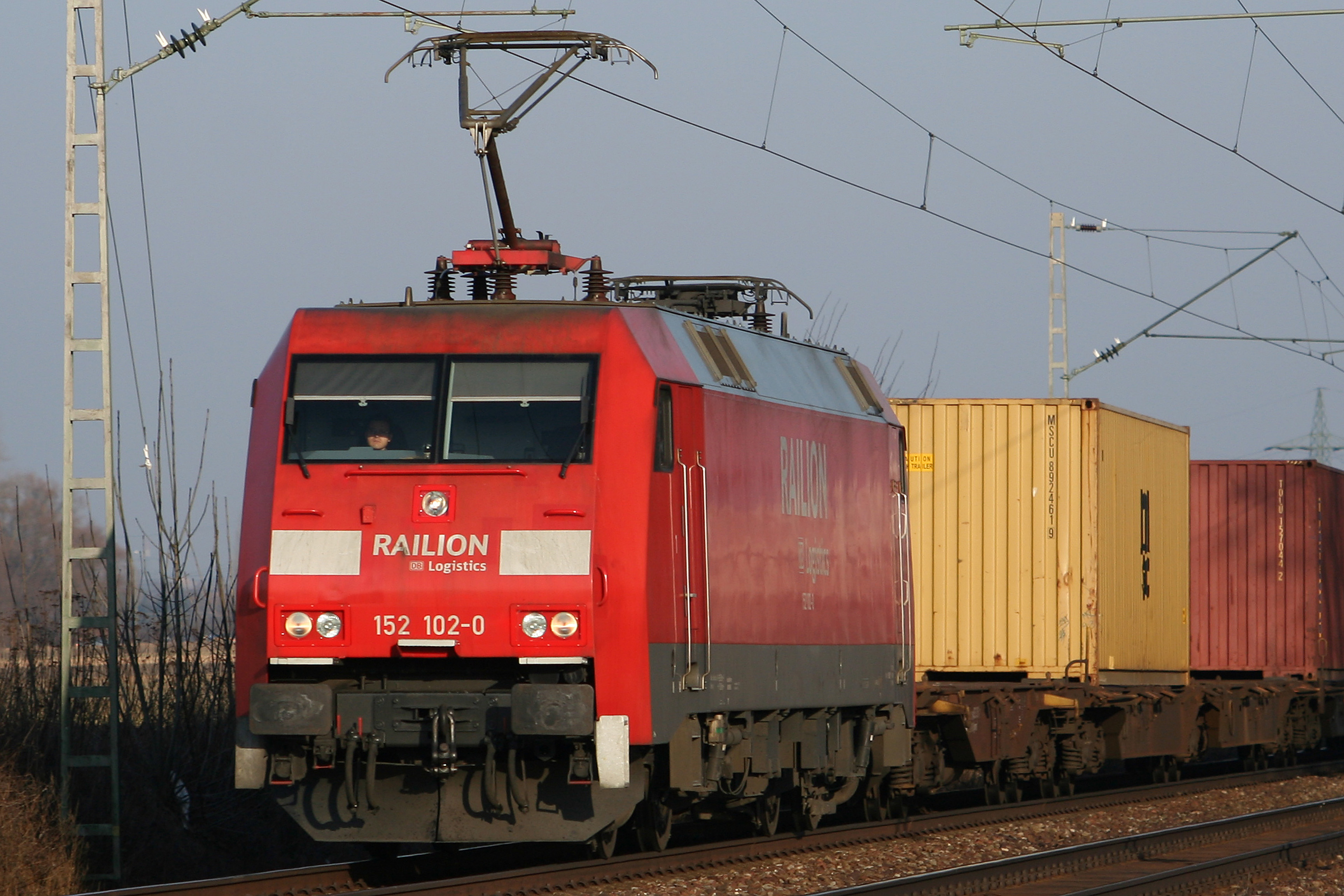
152 102 bei Gaimersheim

Die ES64F (DB-Baureihe 152) sind Hochleistungslokomotiven für den schweren Güter- sowie den Reiseverkehr. Sie können mit ihrer hohen Leistung und Zugkraft auch für schwere Doppelstockzüge im Wendezugbetrieb eingesetzt werden. Sie sind mit einer Zugsammelschiene für die Versorgung von Reisezügen mit elektrischer Energie ausgestattet. Eingesetzt werden die Lokomotiven sowohl von der Deutschen Bahn als auch von der Privatbahn ITL, die zwei Maschinen besitzt, nahezu ausschließlich vor Güterzügen.

### OSE-Baureihe 120

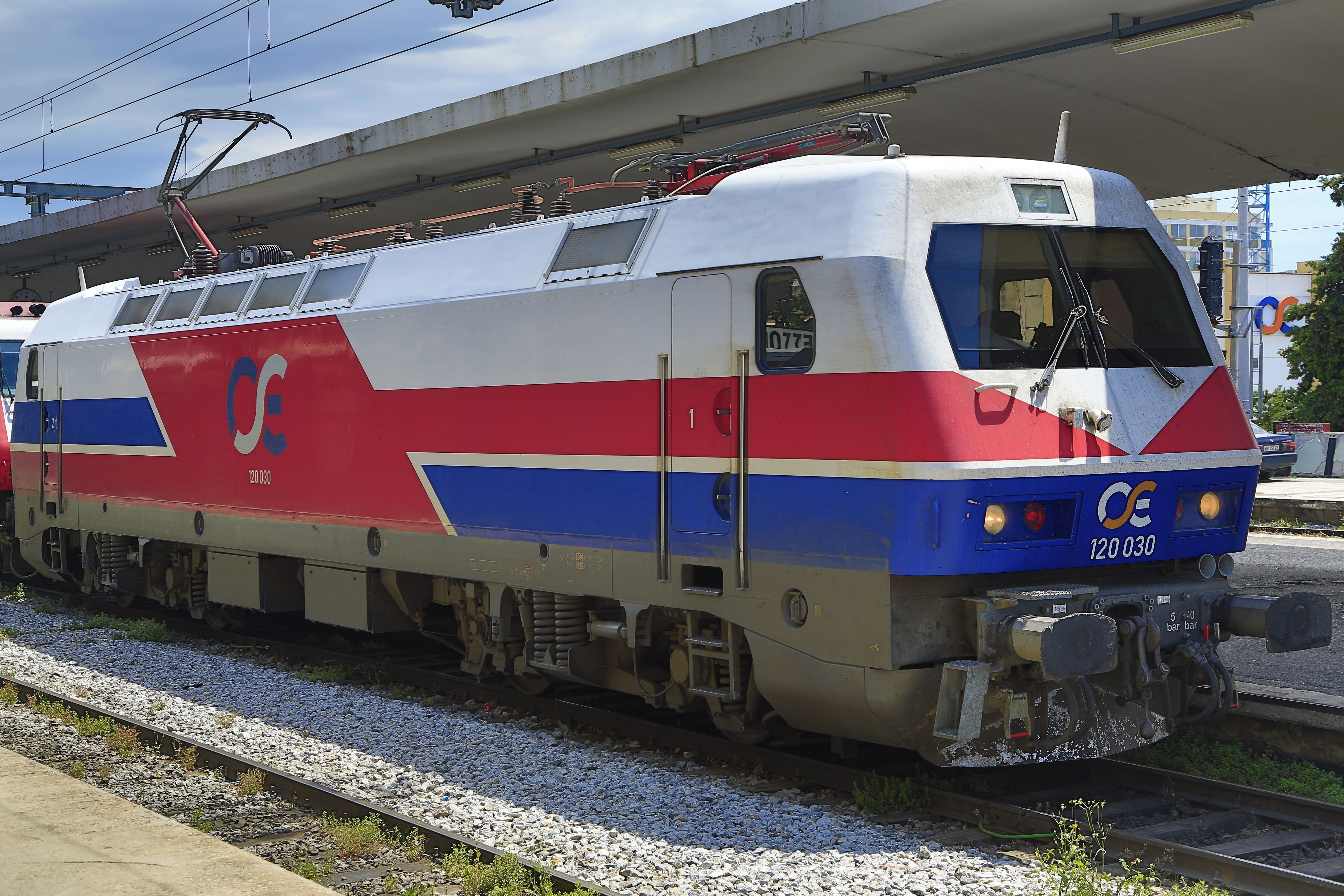
120 030 in Thessaloniki

Die OSE-Baureihe 120, auch unter dem Namen HellasSprinter bekannt, ist eine Baureihe von elektrischen Lokomotiven der griechischen Staatsbahn, die mit Güter- und Personenzügen eingesetzt werden. Das Lastenheft der OSE forderte eine spezielle Leichtbauweise, die dann in nur 17 Monaten entwickelt werden konnte.

### DSB-Baureihe EG

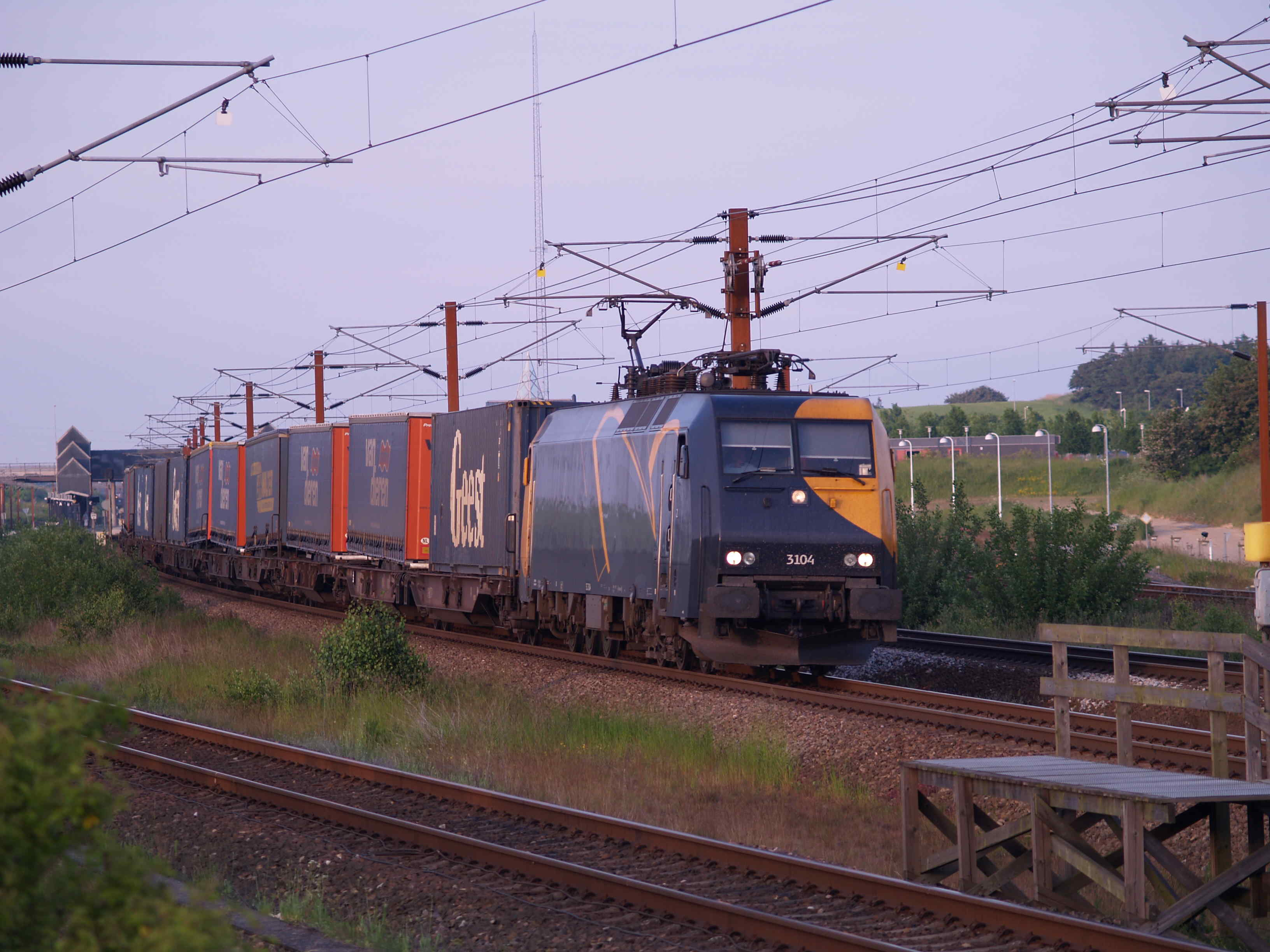
EG 3104 in Korsør

Mit der Baureihe EG für die Dänischen Staatsbahnen (DSB) wurde eine sechsachsige Version der ES64F gebaut. Als Zweifrequenzfahrzeug ist die Lokomotiven für den Betrieb mit 25 kV bei 50 Hz im dänischen und mit 15 kV bei 16,7 Hz im schwedischen und deutschen Fahrleitungsnetz ausgelegt und mit den Zugbeeinflussungseinrichtungen aller drei Länder ausgerüstet.
Durch die sechsachsige Ausführung wird die Anfahrzugkraft von 300 auf 400 kN gesteigert und die EG damit eines der leistungsstärksten Fahrzeuge auf dem europäischen Kontinent. Diese Zugkraft ist notwendig, um die bis zu 2000 Tonnen schweren Güterzüge auf den 15,6-Promille-Steigungen im Großen-Belt-Tunnel befördern und auch mit einem ausgefallenen Drehgestell anfahren zu können. Hier konnten bislang lediglich 1400 Tonnen schwere Züge mit einer Lokomotive bespannt werden.

### ES64U2

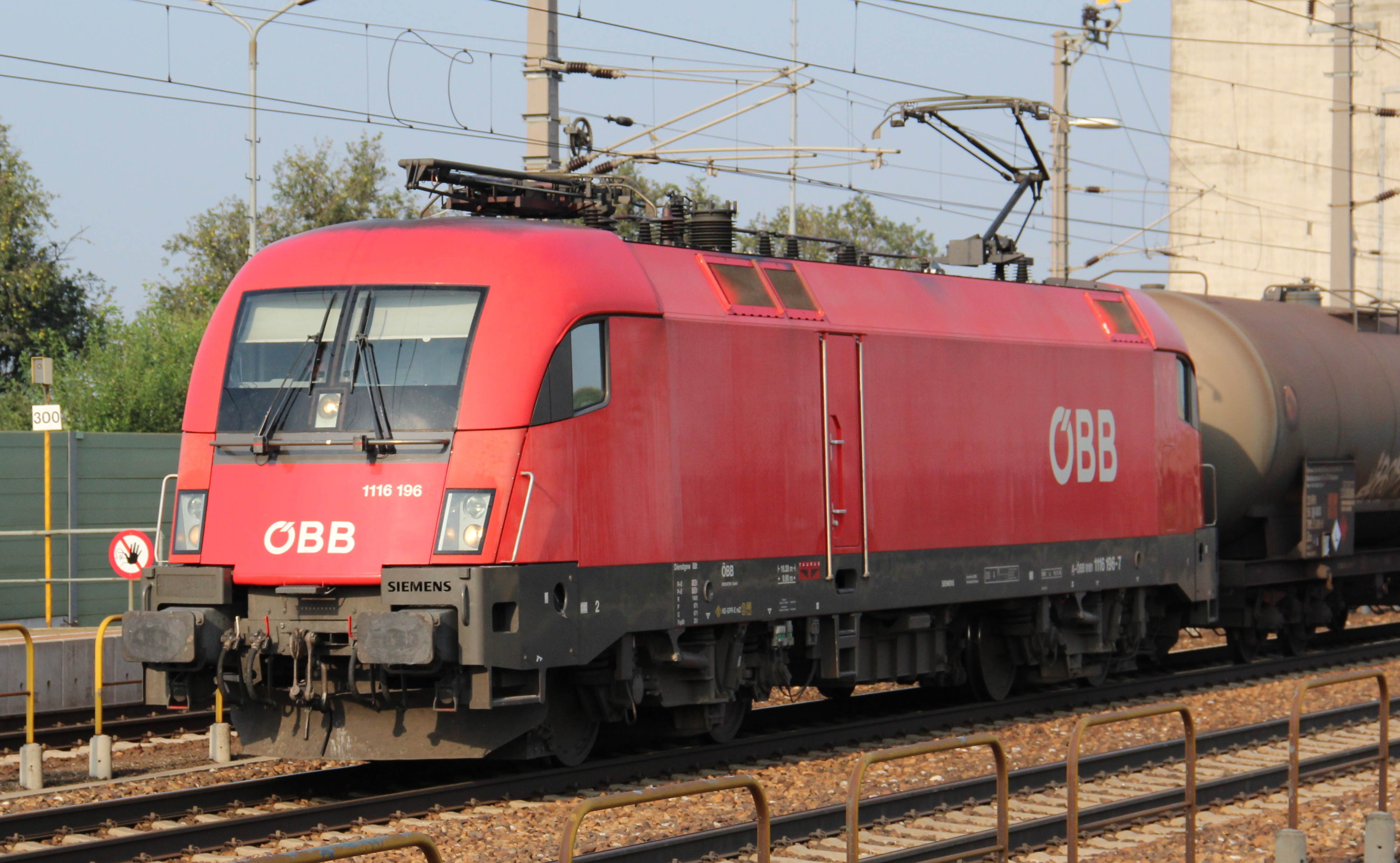
1116 196 bei Prinzersdorf

Die ES64U2 wurde ursprünglich als Universallokomotive für die Österreichischen Bundesbahnen (ÖBB) entwickelt und dort als Reihen 1016 (reine 15-kV-Version) und 1116 (Zweifrequenzversion für 15 und 25 kV für den internationalen Verkehr nach Ungarn) geführt. Bei den ÖBB tragen die Lokomotiven den geschützten Namen Taurus. Sie wurden für eine Fahrgeschwindigkeit von 230 km/h mit Hochleistungsantrieben mit abgefederter Bremswelle (HAB) ausgerüstet, mit denen die ungefederten Massen reduziert werden konnten. Dazu zählen nur noch die Radsätze und ein Teil der Hohlwellen.
Bei der Deutschen Bahn AG laufen die Maschinen unter der Reihenbezeichnung 182, beschafft wurden 25 Stück. Die ungarische MÁV führte ihre zehn Lokomotiven anfangs als Baureihe 1047, später als 470, ebenso die private GySEV, dazu kommen noch zahlreiche Lokomotiven bei Privatbahnen in Deutschland, Österreich und Ungarn.

### ES64F4

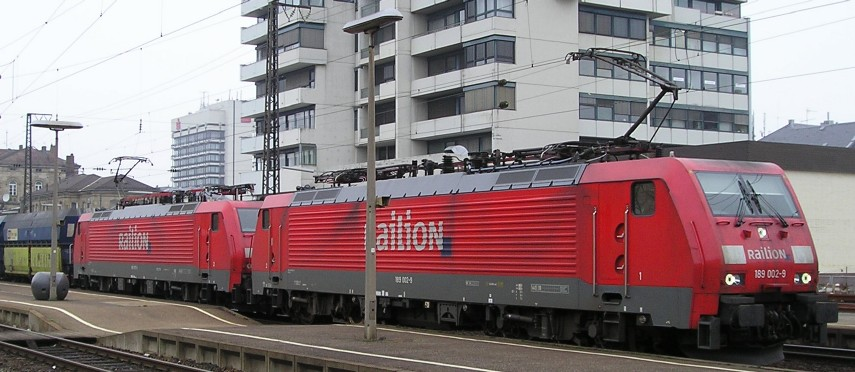
Doppeltraktion mit den 189 002 und 075 in Fürth (Bay) Hbf

Die ES64F4 ist eine viersystemfähige Güterverkehrsversion. Neben der Fähigkeit, unter allen vier in Europa gängigen Stromsystemen auf Regelspur zu fahren, besitzen die Lokomotiven eine anpassbare, LED-basierende Beleuchtung, mit der jede beliebige Beleuchtungsanordnung für die diversen europäischen Bahnnetze darstellbar ist.
Die Lokomotiven sind lediglich auf den britischen Inseln wegen der dortigen engeren Fahrzeugbegrenzungslinie nicht einsetzbar. Ein Betrieb auf iberischer oder russischer Breitspur wäre nach technischer Anpassung möglich, doch sind dort keine Viersystemmaschinen erforderlich. Für die verschiedenen Netze können die jeweils erforderlichen Zugbeeinflussungskomponenten als „Paket“ installiert werden. In Deutschland werden diese Lokomotiven als Baureihe 189 bezeichnet. Wegen des vorgesehenen Einsatzes im Güterverkehr mit nur 140 km/h erhielten diese Lokomotiven wieder einfachere Tatzlagerantriebe und Radscheibenbremsen. Als Alternative für größere Geschwindigkeiten wurde das ES64U2-Drehgestell mit Hochleistungsantriebe und abgefederter Bremswelle vorgesehen, jedoch bei keiner ES64F4-Lokomotive eingebaut.

### ES64U4

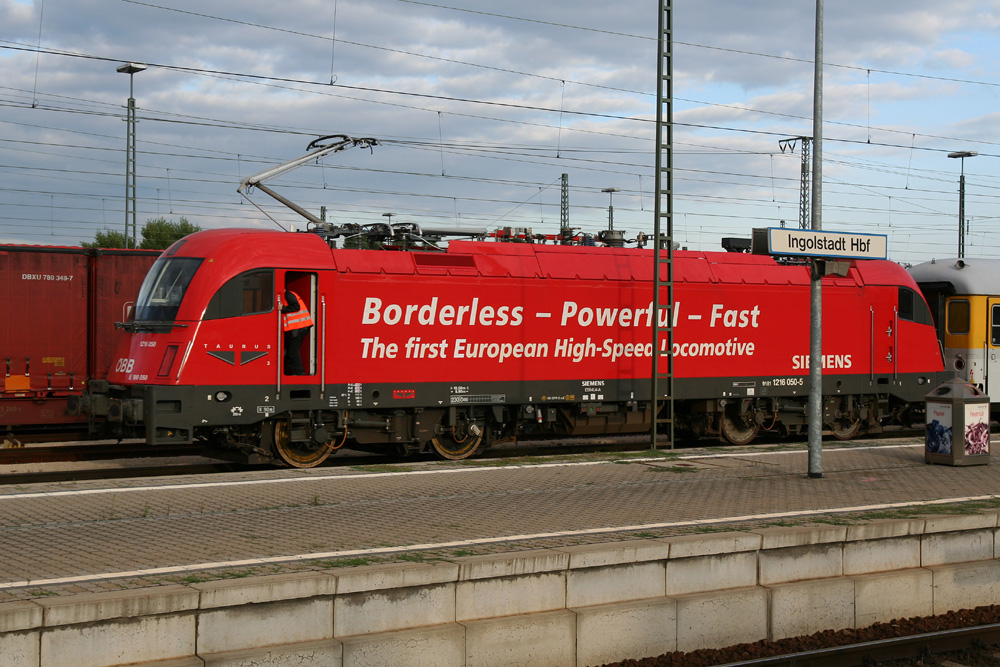
1216 050 der ÖBB bei Testfahrten in Ingolstadt Hbf

Die ES64U4 ist eine Weiterentwicklung sowohl der ES64F4 als auch der ES64U2, die als Dreisystem-Drehstrom-Universallokomotive gebaut wird, bei Bedarf aber auch als Viersystemversion geliefert werden kann. Die Testfahrten der ersten drei Prototypen (mit unterschiedlichen „Länderpaketen“) begannen Anfang 2005, die Auslieferung an die ÖBB als Reihe 1216 (Taurus III) erfolgte ab 2006. Die HAB-Drehgestelle entsprechen den Maschinen der Bauart ES64U2.
Die ÖBB bestellten 50 Lokomotiven, 32 die nationale slowenische Eisenbahngesellschaft SŽ, zehn die nationale polnische Eisenbahngesellschaft PKP, fünf ES64U4-G (Baureihe 183) als Einsystemlokomotive nur für Deutschland die Regentalbahn, des Weiteren mehrere Privatbahnen.

#### Weltrekordfahrt

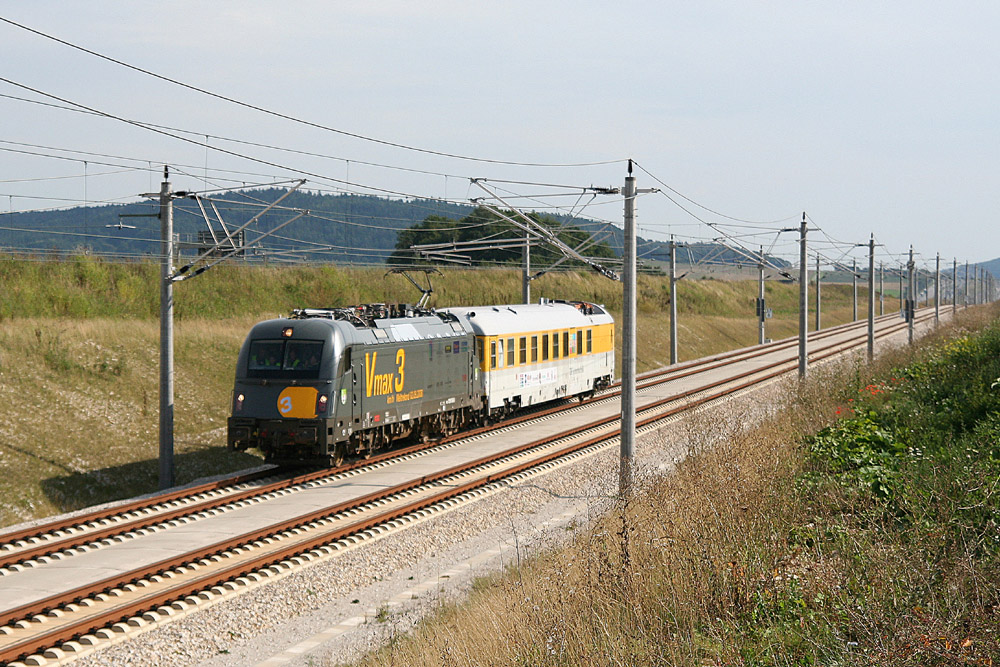
Weltrekordfahrt mit 357 km/h

Ein Serienexemplar der Baureihe ES64U4 (später an die ÖBB als 1216 025 ausgeliefert) stellte am 2. September 2006 mit einem Messwagen auf der Schnellfahrstrecke Nürnberg–Ingolstadt zwischen den Bahnhöfen Kinding und Allersberg auf Höhe des Autohofs bei Hilpoltstein mit einer Höchstgeschwindigkeit von 357 km/h einen neuen Weltrekord für Lokomotiven auf.

## Nachfolger
Seit dem Jahr 2007 wurden die Lokkästen aller EuroSprinter- und EuroRunner-Typen teilweise vereinheitlicht. Diese mehr oder weniger neue Lokomotivfamilie wurde als ES 2007 bezeichnet, bis sie 2010 durch eine neue, dem ES 2007 sehr ähnliche Plattform für Elektrolokomotiven mit dem Namen Vectron ersetzt wurde.

## Vergleichsliste
| Merkmal                | ES64P              | ES64U2              | ES64U4                                    | ES64F         | ES64F4                                    | DSB EG            |
| ---------------------- | ------------------ | ------------------- | ----------------------------------------- | ------------- | ----------------------------------------- | ----------------- |
| Erste Indienststellung | 1992               | 2000                | 2005                                      | 1996          | 2003                                      | 1999              |
| Achsfolge              | Bo’Bo’             | Bo’Bo’              | Bo’Bo’                                    | Bo’Bo’        | Bo’Bo’                                    | Co’Co’            |
| Stromsysteme (kV/Hz)   | 15 / 16,7          | 15 / 16,7 25 / 50   | 15 / 16,7 25 / 50 3 = 1,5 =               | 15 / 16,7     | 15 / 16,7 25 / 50 3 = 1,5 =               | 15 / 16,7 25 / 50 |
| Dauerleistung (kW)     | 6400               | 6400                | 6400 (25/15 kV) 6000 (3 kV) 4200 (1,5 kV) | 6400          | 6400 (25/15 kV) 6000 (3 kV) 4200 (1,5 kV) | 6500              |
| Anfahrzugkraft (kN)    | 300                | 300                 | 300                                       | 300           | 300                                       | 400               |
| Höchstgeschw. (km/h)   | 230                | 230                 | 230                                       | 140           | 140                                       | 140               |
| Masse (t)              | 86                 | 88                  | 86                                        | 87            | 86                                        | 129               |
| DB-Baureihe            | (127) (ehm. 1 St.) | 182 (25 St.)        | –                                         | 152 (170 St.) | 189 (90 St.)                              | –                 |
| ÖBB-Reihe              | –                  | 1016/1116 (332 St.) | 1216 (50 St.)                             | –             | –                                         | –                 |
| SBB-Baureihe           | –                  | –                   | –                                         | –             | Re 474 (12 St.)                           | –                 |
| MÁV-Baureihe           | –                  | 1047 (10 St.)       | –                                         | –             | –                                         | –                 |
| GySEV-Baureihe         | –                  | 1047 (5 St.)        | –                                         | –             | –                                         | –                 |
| SŽ-Baureihe            | –                  | –                   | 541 (32 St.)                              | –             | –                                         | –                 |
| MRCE Dispolok          | (1 St.)            | (60 St.)            | –                                         | -             | (ca. 105 St.)                             | –                 |
| PKP Intercity-Baureihe |                    |                     | EU44 (10 St.)                             |               |                                           |                   |
| Anzahl insgesamt       | 1                  | ca. 432             | ca. 93                                    | 172           | ca. 210                                   | 13                |